# 말리아 베이커
말리아 베이커(Malia Baker, 2006년 12월 18일 ~ )는 캐나다의 배우, 가수이다.

## 출연 작품

### 영화
- 디센던츠: 레드의 반항 (2024) - 클로이 차밍 역
- 디센던츠: 위키드 원더랜드 (2026) - 클로이 차밍 역

### 텔레비전
- 베이비시터 클럽 (2020-21) - 메리 앤 스파이어 역
- Are You Afraid of the Dark? (2021) - 개비 루이스 역